# 一酸化窒素レダクターゼ
一酸化窒素レダクターゼ（nitric oxide reductase）は、窒素代謝酵素の一つで、次の化学反応を触媒する酸化還元酵素である。
亜酸化窒素 + 2 フェリシトクロムc + H2O {\displaystyle \rightleftharpoons } 2 一酸化窒素 + 2 フェロシトクロムc + 2 H+
反応式の通り、この酵素の基質は亜酸化窒素とフェリシトクロムcとH2O、生成物は一酸化窒素とフェロシトクロムcである。
組織名はnitrous-oxide:acceptor oxidoreductase (NO-forming)で、別名にnitrogen oxide reductase、nitrous-oxide:(acceptor) oxidoreductase (NO-forming)がある。